# Šarišské Jastrabie
Šarišské Jastrabie este o comună slovacă, aflată în districtul Stará Ľubovňa din regiunea Prešov. Localitatea se află la altitudinea de 572 m deasupra n.m., se întinde pe o suprafață de 21,39 km2 și în 2017 număra 1.420 de locuitori.

## Istoric
Localitatea Šarišské Jastrabie este atestată documentar din 1435.

## Demografie
| An:                | 1994 | 2004    | 2014    | 2024    |
| ------------------ | ---- | ------- | ------- | ------- |
| Număr de persoane: | 969  | 1170    | 1364    | 1606    |
| Diferență:         |      | +20,74% | +16,58% | +17,74% |

| An:                | 2023 | 2024   |
| ------------------ | ---- | ------ |
| Număr de persoane: | 1569 | 1606   |
| Diferență:         |      | +2,35% |